# Соклиер
Соклие́р (фр. Sauclières, окс. Sauclièiras) — коммуна во Франции, находится в регионе Окситания. Департамент — Аверон. Входит в состав кантона Нан. Округ коммуны — Мийо.
Код INSEE коммуны — 12260.
Коммуна расположена приблизительно в 550 км к югу от Парижа, в 160 км восточнее Тулузы, в 80 км к юго-востоку от Родеза.

## Население
Население коммуны на 2008 год составляло 189 человек.
| 1962 | 1968 | 1975 | 1982 | 1990 | 1999 | 2008 |
| ---- | ---- | ---- | ---- | ---- | ---- | ---- |
| 205  | 242  | 198  | 173  | 202  | 189  | 189  |

## Экономика
В 2007 году среди 114 человек в трудоспособном возрасте (15—64 лет) 83 были экономически активными, 31 — неактивными (показатель активности — 72,8 %, в 1999 году было 69,4 %). Из 83 активных работали 71 человек (42 мужчины и 29 женщин), безработных было 12 (3 мужчин и 9 женщин). Среди 31 неактивных 6 человек были учениками или студентами, 11 — пенсионерами, 14 были неактивными по другим причинам.

## Достопримечательности
- Церковь XII века в романском стиле
- Площадь фонтанов
- Музей автоматов

## Фотогалерея
- Церковь
- Карта коммуны